# Wołoskowola (gromada)
Wołoskowola – dawna gromada, czyli najmniejsza jednostka podziału terytorialnego Polskiej Rzeczypospolitej Ludowej w latach 1954–1972.
Gromady, z gromadzkimi radami narodowymi (GRN) jako organami władzy najniższego stopnia na wsi, funkcjonowały od reformy reorganizującej administrację wiejską przeprowadzonej jesienią 1954 do momentu ich zniesienia z dniem 1 stycznia 1973, tym samym wypierając organizację gminną w latach 1954–1972.
Gromadę Wołoskowola z siedzibą GRN w Wołoskowoli utworzono – jako jedną z 8759 gromad na obszarze Polski – w powiecie włodawskim w woj. lubelskim na mocy uchwały nr 17 WRN w Lublinie z dnia 5 października 1954. W skład jednostki weszły obszary dotychczasowych gromad Wołoskowola, Pieszowola, Nowiny i Marianka ze zniesionej gminy Wołoskowola w tymże powiecie. Dla gromady ustalono 15 członków gromadzkiej rady narodowej.
1 stycznia 1959 do gromady Wołoskowola włączono obszar zniesionej gromady Hola (Hola i Zamołodycze; bez wsi Kropiwki i Turno oraz PGR-u Turno) w tymże powiecie.
1 stycznia 1969 gromadę zniesiono, włączając jej obszar do gromady Stary Brus (wsie Marianka, Nowiny i Wołoskowola oraz Zamołodycze) i gromady Wyryki (wieś Zamołodycze) w powiecie włodawskim oraz do gromady Sosnowica (wsie Hola i Pieszowola) w powiecie parczewskim w tymże powiecie.